# Мост на Гребна база „Пловдив“
Мостът на Гребна база „Пловдив“ е пешеходен мост, завършен през 1989 г. и разположен над гребния канал на Гребна база „Пловдив“.
Конструктивната му схема е напрегната лента, като с отвори 48 + 150 + 48 m мостът е сред най-големите съоръжения в света от този тип.
Основната носеща конструкция представлява предварително напрегната стоманобетонна плоча с дебелина 32 cm, работеща на опън с малки ексцентрицитети.